# 1467 Mashona
1467 Mashona este un asteroid din centura principală de asteroizi.

## Descriere
1467 Mashona este un asteroid din centura principală de asteroizi. A fost descoperit pe 30 iulie 1938 la Johannesburg de Cyril V. Jackson. Asteroidul prezintă o orbită caracterizată de o semiaxă mare de 3,38 ua, o excentricitate de 0,13 și o înclinație de 22,0° în raport cu ecliptica.